# 400 mètres féminin aux Jeux olympiques d'été de 2008 (athlétisme)
Navigation
Athènes 2004 Londres 2012
L'épreuve du 400 mètres féminin aux Jeux olympiques d'été de 2008 a eu lieu les 16, 17 et 19 août 2008 dans le Stade national de Pékin.
Les limites de qualifications étaient de 51 s 55 (limite A) et 52 s 35 (limite B).
85 athlètes étaient inscrites, elles ont été réparties dans sept séries éliminatoires (le 16 août) avant de se départager lors de demi-finales (le 17 août) et la finale le 19 août.

## Records
Avant cette compétition, les records dans cette discipline étaient les suivants :
| Record du monde  | 47 s 60 | Marita Koch      | Allemagne de l'Est | 6 octobre 1985  | Canberra |
| Record olympique | 48 s 25 | Marie-José Pérec | France             | 29 juillet 1996 | Atlanta  |

## Médaillées
| Or                 | Argent            | Bronze         |
| Christine Ohuruogu | Shericka Williams | Sanya Richards |

## Résultats

### Finale (19 août)
| Rang | Pays        | Athlète                  | Temps        |
| ---- | ----------- | ------------------------ | ------------ |
| 1    | Royaume-Uni | Christine Ohuruogu       | 49 s 62 (SB) |
| 2    | Jamaïque    | Shericka Williams        | 49 s 69 (PB) |
| 3    | États-Unis  | Sanya Richards           | 49 s 93      |
| 4    | Russie      | Yulia Gushchina          | 50 s 01 (PB) |
| 5    | Russie      | Anastasiya Kapachinskaya | 50 s 03 (PB) |
| -    | Russie      | Tatyana Firova           | DQ           |
| 7    | Jamaïque    | Rosemarie Whyte          | 50 s 68      |
| 8    | Botswana    | Amantle Montsho          | 51 s 18      |

### Demi-finales (17 août)
Il y a trois demi-finales. Les deux premières de chaque course et les deux athlètes suivantes avec les meilleures temps sont qualifiées pour la finale.
| Rang | Pays        | Athlète              | Temps          |
| ---- | ----------- | -------------------- | -------------- |
| 1    | Royaume-Uni | Christine Ohuruogu   | 50 s 14 Q (SB) |
| 2    | Jamaïque    | Shericka Williams    | 50 s 28 Q (SB) |
| 3    | Russie      | Tatyana Firova       | 50 s 31 q      |
| 4    | Guyana      | Aliann Pompey        | 50 s 93 (RN)   |
| 5    | États-Unis  | Mary Wineberg        | 51 s 13        |
| 6    | Cuba        | Indira Terrero       | 51 s 80        |
| 7    | Nigeria     | Muizat Ajoke Odumosu | 52 s 45        |
| 8    | Mexique     | Gabriela Medina      | 52 s 97        |

| Rang | Pays        | Athlète                  | Temps          |
| ---- | ----------- | ------------------------ | -------------- |
| 1    | États-Unis  | Sanya Richards           | 49 s 90 Q      |
| 2    | Russie      | Anastasiya Kapachinskaya | 50 s 30 Q (PB) |
| 3    | Jamaïque    | Novlene Williams         | 51 s 06        |
| 4    | Bahamas     | Christine Amertil        | 51 s 51        |
| 5    | Nigeria     | Joy Eze                  | 51 s 87        |
| 6    | Royaume-Uni | Lee McConnell            | 52 s 11        |
| 7    | Canada      | Carline Muir             | 52 s 37        |
| 8    | Zambie      | Racheal Nachula          | 52 s 67        |

| Rang | Pays        | Athlète         | Temps        |
| ---- | ----------- | --------------- | ------------ |
| 1    | Russie      | Yulia Gushchina | 50 s 48 Q    |
| 2    | Botswana    | Amantle Montsho | 50 s 54 Q    |
| 3    | Jamaïque    | Rosemarie Whyte | 50 s 63 q    |
| 4    | Royaume-Uni | Nicola Sanders  | 50 s 71 (SB) |
| 5    | Italie      | Libania Grenot  | 50 s 83 (RN) |
| 6    | Nigeria     | Folasade Abugan | 51 s 30      |
| 7    | États-Unis  | DeeDee Trotter  | 51 s 87      |
| 8    | Soudan      | Nawal El Jack   | 54 s 18      |

### Séries (16 août)
Il y a eu sept séries. Les trois premières de chaque course ainsi que les athlètes suivantes avec les trois meilleurs temps se sont qualifiées pour les quarts de finale.
| Rang | Pays                       | Athlète              | Temps          |
| ---- | -------------------------- | -------------------- | -------------- |
| 1    | Jamaïque                   | Rosemarie Whyte      | 51 s 00 Q      |
| 2    | Bahamas                    | Christine Amertil    | 51 s 25 Q (SB) |
| 3    | Nigeria                    | Muizat Ajoke Odumosu | 51 s 39 Q (PB) |
| 4    | États-Unis                 | DeeDee Trotter       | 51 s 41 q      |
| 5    | Saint-Christophe-et-Niévès | Tiandra Ponteen      | 52 s 41        |
| 6    | Ukraine                    | Antonina Yefremova   | 53 s 22        |
|      | Mongolie                   | Munguntuya Batgerel  | non-partante   |

| Rang | Pays     | Athlète           | Temps          |
| ---- | -------- | ----------------- | -------------- |
| 1    | Italie   | Libania Grenot    | 50 s 87 Q (RN) |
| 2    | Botswana | Amantle Montsho   | 50 s 91 Q      |
| 3    | Canada   | Carline Muir      | 51 s 55 Q (PB) |
| 4    | Cuba     | Indira Terrero    | 51 s 56 q      |
| 5    | Fidji    | Makelesi Batimala | 52 s 24 (SB)   |
| 6    | Inde     | Mandeep Kaur      | 52 s 88        |
| 7    | Ouganda  | Justine Bayigga   | 54 s 15        |

| Rang | Pays        | Athlète                  | Temps              |
| ---- | ----------- | ------------------------ | ------------------ |
| 1    | Russie      | Anastasiya Kapachinskaya | 51 s 32 Q          |
| 2    | États-Unis  | Mary Wineberg            | 51 s 46 Q          |
| 3    | Royaume-Uni | Lee McConnell            | 51 s 87 Q          |
| 4    | Hongrie     | Barbara Petráhn          | 53 s 06            |
| 5    | Porto Rico  | Carol Rodríguez          | 53 s 08            |
| 6    | Haïti       | Ginou Etienne            | 53 s 94            |
| 7    | Niger       | Rachidatou Seini Maikido | 1 min 03 s 19 (RN) |

| Rang | Pays        | Athlète             | Temps         |
| ---- | ----------- | ------------------- | ------------- |
| 1    | Royaume-Uni | Christine Ohuruogu  | 51 s 00 Q     |
| 2    | Russie      | Yulia Gushchina     | 51 s 18 Q     |
| 3    | Mexique     | Gabriela Medina     | 51 s 96 Q     |
| 4    | Australie   | Tamsyn Lewis        | 52 s 38       |
| 5    | Brésil      | Maria Laura Almirão | 53 s 26       |
| 6    | Irlande     | Joanne Cuddihy      | 53 s 32       |
| 7    | Libye       | Ghada Ali           | 1 min 06 s 19 |

| Rang | Pays       | Athlète         | Temps          |
| ---- | ---------- | --------------- | -------------- |
| 1    | États-Unis | Sanya Richards  | 50 s 54 Q      |
| 2    | Guyana     | Aliann Pompey   | 50 s 99 Q (SB) |
| 3    | Nigeria    | Folasade Abugan | 51 s 45 Q      |
| 4    | Japon      | Asami Tanno     | 52 s 60        |
| 5    | Grèce      | Dímitra Dóva    | 52 s 69        |
| 6    | Kazakhstan | Olga Tereshkova | 53 s 36        |
| 7    | Liberia    | Kia Davis       | 53 s 99        |

| Rang | Pays                            | Athlète                   | Temps     |
| ---- | ------------------------------- | ------------------------- | --------- |
| 1    | Jamaïque                        | Novlene Williams          | 51 s 52 Q |
| 2    | Royaume-Uni                     | Nicola Sanders            | 51 s 81 Q |
| 3    | Soudan                          | Nawal El Jack             | 52 s 77 Q |
| 4    | Saint-Vincent-et-les-Grenadines | Kineke Alexander          | 52 s 87   |
| 5    | Grenade                         | Trish Bartholomew         | 52 s 88   |
| 6    | Afrique du Sud                  | Tsholofelo Selemela Thipe | 54 s 11   |
| 7    | Albanie                         | Klodiana Shala            | 54 s 84   |
| 8    | Mongolie                        | Munguntuya Batgerel       | 58 s 14   |

| Rang | Pays      | Athlète                  | Temps     |
| ---- | --------- | ------------------------ | --------- |
| 1    | Jamaïque  | Shericka Williams        | 50 s 57 Q |
| 2    | Russie    | Tatyana Firova           | 50 s 59 Q |
| 3    | Zambie    | Racheal Nachula          | 51 s 62 Q |
| 4    | Nigeria   | Joy Eze                  | 51 s 97 q |
| 5    | Chypre    | Alissa Kallinikou        | 52 s 40   |
| 6    | Pologne   | Monika Bejnar            | 52 s 80   |
| 7    | Togo      | Sandrine Thiébaud-Kangni | 54 s 16   |
| 8    | Swaziland | Temalangeni Dlamini      | 59 s 91   |